# 冴凪亮
冴凪 亮（さえなぎ りょう、11月28日 - ）は、日本の女性漫画家。神奈川県出身。雑誌「花とゆめ」、「別冊花とゆめ」（いずれも白泉社）で活躍。

## 経歴・作風
『よろず屋東海道本舗』（花とゆめステップ増刊 1998年6月15日号）でデビュー。そのまま連載となり、人気を確立した。同作は、何でも屋を運営する主人公コンビが、次々と事件を解決していく探偵アクション物。
昔から少女漫画よりも少年漫画を愛読し、ストーリー、作画とも、少年漫画風の作風である。少年を主人公としたアクション物、ファンタジー物が作品の中心。
ペンネームは「冴凪 煌」（さえなぎ かがや）だったが、デビューが決まった時に周囲から「読めない」と指摘を受け、現在の名前に変更した。

## 作品リスト
- よろず屋東海道本舗（全9巻）
- よろず屋東海道本舗 特別編
- シークエンス -勇気の奏でる魔法-
- 超心理現象能力者 ナナキ（全3巻）
- 絶対領域（未発売、別冊花とゆめ2007年8月号掲載）
  - 超心理現象能力者 ナナキのスピンオフ作品
- 先生のススメ（全3巻）
- 灰になる日（未発売、別冊花とゆめ2007年3月号掲載）
- みこぱぺ（全1巻）
- ロックウェル＋ギャングスター（ITAN 1号 - 12号、全3巻）

### ドラマCD
- よろず屋東海道本舗
- よろず屋東海道本舗Ⅱ -心の糧-